# Баллахадерринский собор
Баллахадерринский собор, полное название Кафедральный Собор Благовещения Пресвятой Девы Марии и Святого Нати (англ. The Cathedral Church of the Annunciation of the Blessed Virgin Mary and St. Nathy) — католический собор епархии Ахонри. Находится в Баллахадеррине, Роскоммон, Ирландия.
Строительство собора в готическом стиле по заказу епископа Патрика Дуркана было начато в 1855 году и завершено в 1860 году. Дуркан приехал в небольшую епархию за несколько лет до этого и решил построить новый собор, который отвечал бы потребностям жителей Баллахадеррина. Новый собор был освящен в ноябре 1860 года во имя Благовещения Пресвятой Богородицы и святого Нат И.
Колокольня высотой 59,6 метра с иглой и карильоном из колоколов и новая ризница были добавлены в 1912 году архитектором проекта Уильямом Х. Бирном. По сравнению с высокой башней кирпичное здание церкви кажется небольшим, однако на самом деле его длина достигает 45,72 метра, ширина 17,9 метра, а высота 20,4 метра. В храме один неф. К югу от западной двери находится купель для крещения, датируемая примерно 1870 годом.
В августе 2017 года стало известно, что собор закроется на шестимесячный ремонт, который включал ремонт крыши и стен, установку освещения, а также модернизацию системы отопления.